# Коваленко, Борис Евгеньевич
Борис Евгеньевич Коваленко (15 мая 1917, Москва, — 17 ноября 2000, Екатеринбург) — командир отдельного лыжного батальона 5-й Орловской стрелковой дивизии 3-й армии 1-го Белорусского фронта, Герой Советского Союза.

## Биография
Родился 2 (15) мая 1917 года в Москве в семье кадрового военнослужащего. Жил в Харькове, Мелитополе, Краснодаре. В 1935 году окончил школу № 36 города Краснодара.
В Красной Армии с 1939 года. В 1941 году окончил военный факультет Московского института физической культуры. Участник Великой Отечественной войны с июня 1941 года. Член ВКП(б)/КПСС с 1944 года.
Отдельный лыжный батальон (5-я стрелковая дивизия, 3-я армия, 1-й Белорусский фронт) под командованием майора Бориса Коваленко в период с 21 по 23 февраля 1944 года совершил дерзкий рейд во вражеский тыл и захватил железнодорожную станцию «Тощица» в Быховском районе Могилёвской области Белоруссии, перерезав тем самым железную дорогу Могилёв—Рогачёв, чем способствовал наступлению главных сил 5-й Орловской стрелковой дивизии.
Указом Президиума Верховного Совета СССР от 23 июля 1944 года за образцовое выполнение боевых заданий командования на фронте борьбы с немецко-фашистскими захватчиками и проявленные при этом мужество и героизм майору Коваленко Борису Евгеньевичу присвоено звание Героя Советского Союза с вручением ордена Ленина и медали «Золотая Звезда» (№ 3061).
После войны продолжал службу в армии. В 1948 году окончил Военную академию имени М. В. Фрунзе. С 1955 года подполковник Коваленко — в запасе.
После увольнения из армии до 1987 года работал в строительных организациях города Свердловска.
Награждён орденом Ленина, орденом Отечественной войны 1-й степени (06.04.1985), медалями, в том числе «За боевые заслуги» (19.11.1950).
В музее истории школы № 36 Краснодара имеется стенд, посвящённый Герою. В 1976 году лично приезжал на открытие этого музея. Решением городской Думы города Краснодара от 21 декабря 2006 года в Краснодаре установлена мемориальная доска в память о Герое Советского Союза Б. Е. Коваленко.